# Kai Ebel

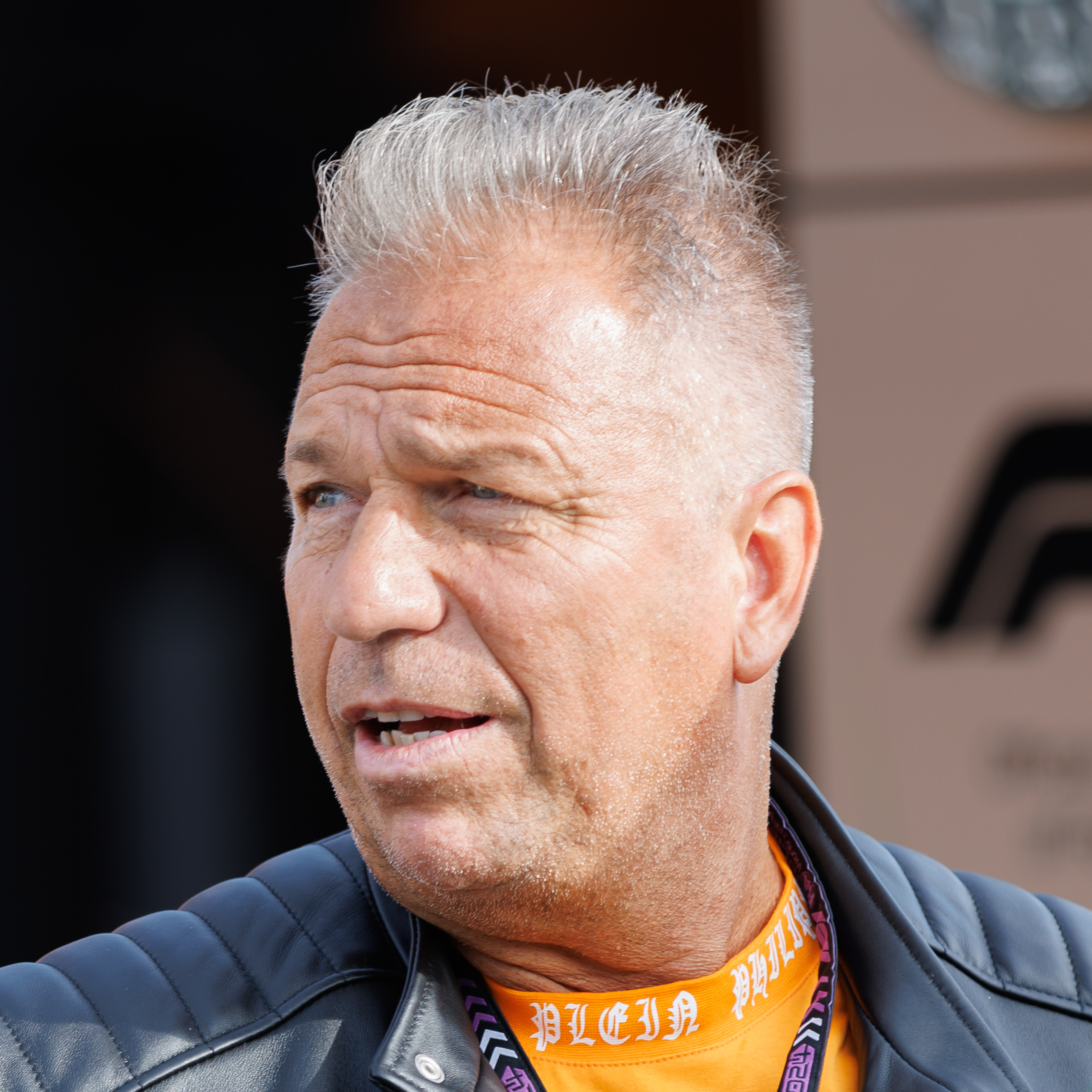
Kai Ebel beim Großen Preis der Niederlande 2024

Kai Ebel (* 30. August 1964 in Mönchengladbach) ist ein deutscher Sportredakteur, Moderator und Reporter.

## Karriere
Nach dem Abitur am Neusprachlichen Gymnasium in Mönchengladbach absolvierte er den Wehrdienst und studierte anschließend an der Deutschen Sporthochschule in Köln mit Abschluss Diplom-Sportlehrer.
Seit 1988 ist er Sportredakteur bei RTL und berichtet seit 1992 (mit Unterbrechung 2023) über 500-mal live über die Formel 1. Ebel ist auch bei RTL-Boxen als Reporter am Ring und daneben tätig. Weiter moderierte er das RTL-Promiboxen und den RTL-Führerscheintest. 2004 hatte Ebel einen Gastauftritt im Musikvideo zur Single Runaway der Band Groove Coverage. Er ist seit Jahren ein großer Fan der Band. 2007 nahm er an der RTL-Sendung Entern oder Kentern als Kommandant teil. 2010 hatte er zudem einen Kurzauftritt in der Folge Cyberstorm der Serie Alarm für Cobra 11 – Die Autobahnpolizei und im Film C.I.S. – Chaoten im Sondereinsatz. Ebel nahm in der 14. Staffel (2021) der RTL-Tanzshow Let’s Dance teil.
Darüber hinaus versuchte er sich im Jahre 2008 als Sänger. Die Single Sie schrei’n Ebel war allerdings kein großer Erfolg. Im Pixar-Animationsfilm Cars 2 lieh er in der deutschen Synchronversion einem Reporterauto seine Stimme. Er nahm in der am 9. Juni 2023 ausgestrahlten zweiten Show der ersten Staffel von Viva la Diva als "Sylvia Stoned" teil und landete auf dem 2. Platz.

## Privatleben
Ende Juli 2009 heiratete er nach sieben Jahren Partnerschaft die gebürtige Rumänin und Malerin Mila Wiegand, geboren als Monica Dragomirescu (* 18. Januar 1972). Er lebt in Mönchengladbach.
Bekannt ist Ebel auch für seine extravagante und bunte Kleiderwahl, für die er 2009 anlässlich des 25. Geburtstages von RTL zum Moderator mit dem schlechtesten Modegeschmack gekürt wurde. Im Jahr 2010 veröffentlichte der Rapper Eko Fresh ein Lied über Ebel, das den Titel Kai Ebel Style trug.